# پایش خوردگی
پایش خوردگی یا مانیتورینگ خوردگی (انگلیسی: corrosion monitoring) به‌معنی استفاده از خوردگی‌سنج یا مجموعه‌ روش‌ها و تجهیزاتی است که برای اطلاع آفلاین یا آنلاین و لحظه‌ای از سرعت خوردگی (Corrosion Rate) –که با واحد mpy (میلی‌اینچ در سال) بیان می‌شود– به‌منظور مراقبت بهتر و انجام یا بهبود اقدامات پیشگیرانه در راستای مقابله و حفاظت در برابر خوردگی انجام می‌شود.در این مقاله تفاوت پایش خوردگی با حفاظت از خوردگی، تفاوت آن با بازرسی خوردگی و همچنین ارتباط بین آنها مطرح شده و همچنین روش های پایش آنلاین خوردگی، تجهیزات مورد استفاده و موارد کاربرد هر کدام از آنها، آورده شده است.

## حفاظت خوردگی یا پایش خوردگی
از روش‌های مختلفی برای جلوگیری و حفاظت در برابر خوردگی از قبیل حفاظت کاتدی، انتخاب و تزریق مواد شیمیایی و یا سایر راه‌های پیشگیری از خوردگی استفاده می‌شود. ولی برای مشاهدهٔ نتایج انجام این روش‌ها و این که این اقدامات چقدر اثر گذار هستند، باید پایش خوردگی صورت گیرد و در صورت لزوم، بر اساس نتایج به‌دست آمده از پایش خوردگی، روش‌های حفاظت از خوردگی اصلاح یا بهینه شوند. در بسیاری از صنایع از اقدامات پیشگیرانه برای حفاظت در مقابل خوردگی استفاده می شود ولی بدیهی است بدون اطلاع از نتایج این اقدامات، بدیهی حفاظت بهینه نخواهد بود؛ به این معنی که یا حفاظت به دلیل استفاده از مقادیر کم و نادرست از روش های و مواد حفاظت خوردگی ناقص انجام نخواهد شد یا در صورت افراط در این روشها و مواد، موجب هدر رفتن سرمایه و منابع مورد استفاده جهت حفاظت خوردگی خواهد بود.

## تفاوت با بازرسی خوردگی
شاید به صورت عمومی بین اصطلاح بازرسی خوردگی و پایش خوردگی اشتباه پیش آید، ولی بازرسی به معنی بررسی مکرر نقاط برای بررسی تغییرات یا انحراف از نتایج پیش‌بینی شده است؛ در حالی که پایش خوردگی، بررسی مداوم به‌منظور کنترل و اقدام سریع در برابر تغییر است. در بازرسی، هدف ارزیابی یا تخمین زمان خوردگی به منظور تعویض یا اصلاح در اثر خوردگی است؛ در حالی که در پایش خوردگی، هدف مراقبت از تغییر به منظور پیش‌گیری از خوردگی و اصلاح راه‌های پیشگیری می‌باشد.

## روش‌های پایش آنلاین خوردگی
پایش آنلاین خوردگی بیشتر با استفاده از روش‌های زیر انجام می‌گیرد:

#### استفاده از کوپن‌های کاهش وزنی
کوپن‌های خوردگی در شکل‌های مختلف و اندازه‌های مختلف ساخته می‌شوند که عمومی‌ترین آنها به شرح زیر می‌باشد. جنس این کوپن‌ها اغلب از جنس لوله یا ظرفی است که قرار است در مقابل خوردگی پایش شود.
- کوپن نواری یا استریپ (Strip)
- کوپن فلاش (Flush)
- کوپن نواری نردبانی (Ladder strip)
- کوپن مولتی دیسک
- کوپن رسوب (Scale)

#### استفاده از پراب های خوردگی با مقاومت الکتریکی
پراب‌های خوردگی با مقاومت الکتریکی در انواع مختلف برای کاربردهای مختلف پایش آنلاین خوردگی استفاده می‌شوند و شامل انواع مختلف هستند. میزان خوردگی این پراب‌ها به صورت آنلاین با استفاده از دیتالاگر خوردگی یا ترانسمیترهای خوردگی قابل اندازه‌گیری یا انتقال به سیستم کنترل است.
المنت‌های عمومی پراب ER عبارتند از:
- فلاش المنت
- سیلندری
- اسپیرال
- لوپ سیمی (Wire loop)
- لوپ تیوب (Tube loop)

#### استفاده از پراب‌های مقاومت قطبی خطی
پراب های مقاومت خطی (Linear Polarization Resistance)، بیشتر برای پایش خوردگی در صنایع آب استفاده می‌شود. این پراب‌ها برای نظارت بر نوساناتی که ممکن است در مایع داخل سیستم رخ دهد، مناسب هستند. پراب‌های LPR بیشتر برای مایعات رسانا مانند آب یا هر چیز مشابه دیگر استفاده می‌شوند.

#### استفاده از پراب‌های هیدروژنی
پراب‌های هیدروژنی برای پایش میزان نفوذ هیدروژن در فولادها یا اصطلاحاً تردی هیدروژنی استفاده می‌شود که این نفوذ می‌تواند باعث شکنندگی، تخلخل و یا کربن‌زدایی شود.

#### استفاده از پراب ماسه
پراب ماسه(Sand probe)برای پایش خوردگی ناشی از فرسایش یا سایش استفاده می‌شود. به‌طور کلی، فرسایش بیشتر در خطوط لولهٔ گاز رخ می‌دهد که سرعت سیال باعث فرسایش و خوردگی فرسایشی می‌شود. در اینجا خوردگی ناشی از فرسایش از سایر خوردگی ها مهم‌تر است.

#### استفاده از پراب بیولوژیکی یا بیو-پراب
این پراب‌ها برای جمع‌آوری نمونه‌هایی برای تجزیه و تحلیل میکروبیولوژیک استفاده می‌شوند. میکروارگانیسم‌ها می‌توانند باعث تسریع روند خوردگی میکروبی شوند؛ بنابراین پایش خوردگی ناشی از آنها در اطلاع بموقع و انجام اقدامات پیشگیرانه مؤثر است.

## تجهیزات اصلی لازم بر حسب نوع خوردگی
تجهیزات لازم برای پایش خوردگی علاوه بر پراب‌ها عبارتند از:

#### اتصالات دسترسی
انواع اتصالات فلزی از قبیل فلنجی، فلر-ولد (Flare-weld) و ... برای اتصال و دسترسی به کوپن و پراب‌ها استفاده می‌شود.

#### نگهدارنده یا هولدر کوپن
برای نگهداری کوپن‌های خوردگی در داخل لوله یا مخزن استفاده می‌شود که خود به پلاگ توپر (Solid plug) یا پلاگ توخالی (Hollow plug) وصل می‌شود. جنس آنها معمولاً از فولاد زنگ‌نزن یا مونل و اینکونل یا سایر مواد مقاوم در برابر خوردگی است.

#### شیر سرویس یا سرویس ولو
شیر سرویس (Service valve)، برای بلاک کردن سیال در حین تعویض کوپن یا پراب باوجود جاری‌بودن سیال استفاده می‌شود. شیر سرویس به پلاگ توپر یا تو خالی اضافه می‌شود و پس از بازیابی کوپن یا پراب، با بستن آن سیال بلاک می‌شود.

#### رتریور بازیابی بدون قطع فرایند
برای جاگذاری و بازیابی کوپن و پراب بدون قطع فرایند استفاده می‌شود و در دو نوع مکانیکی و هیدرولیکی ارائه می‌شود.